# Algarve

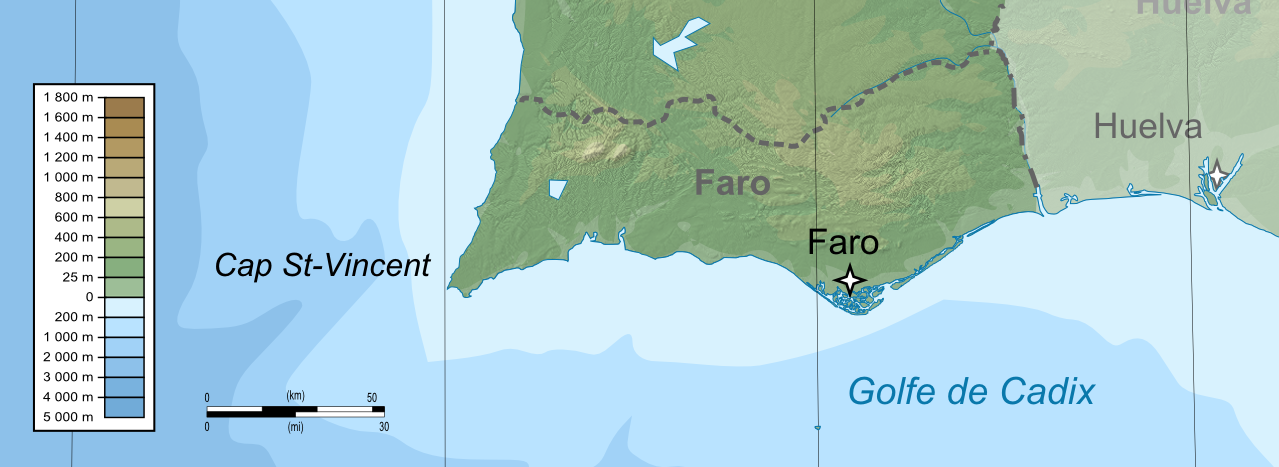
Mapa topograficzna Algarve.

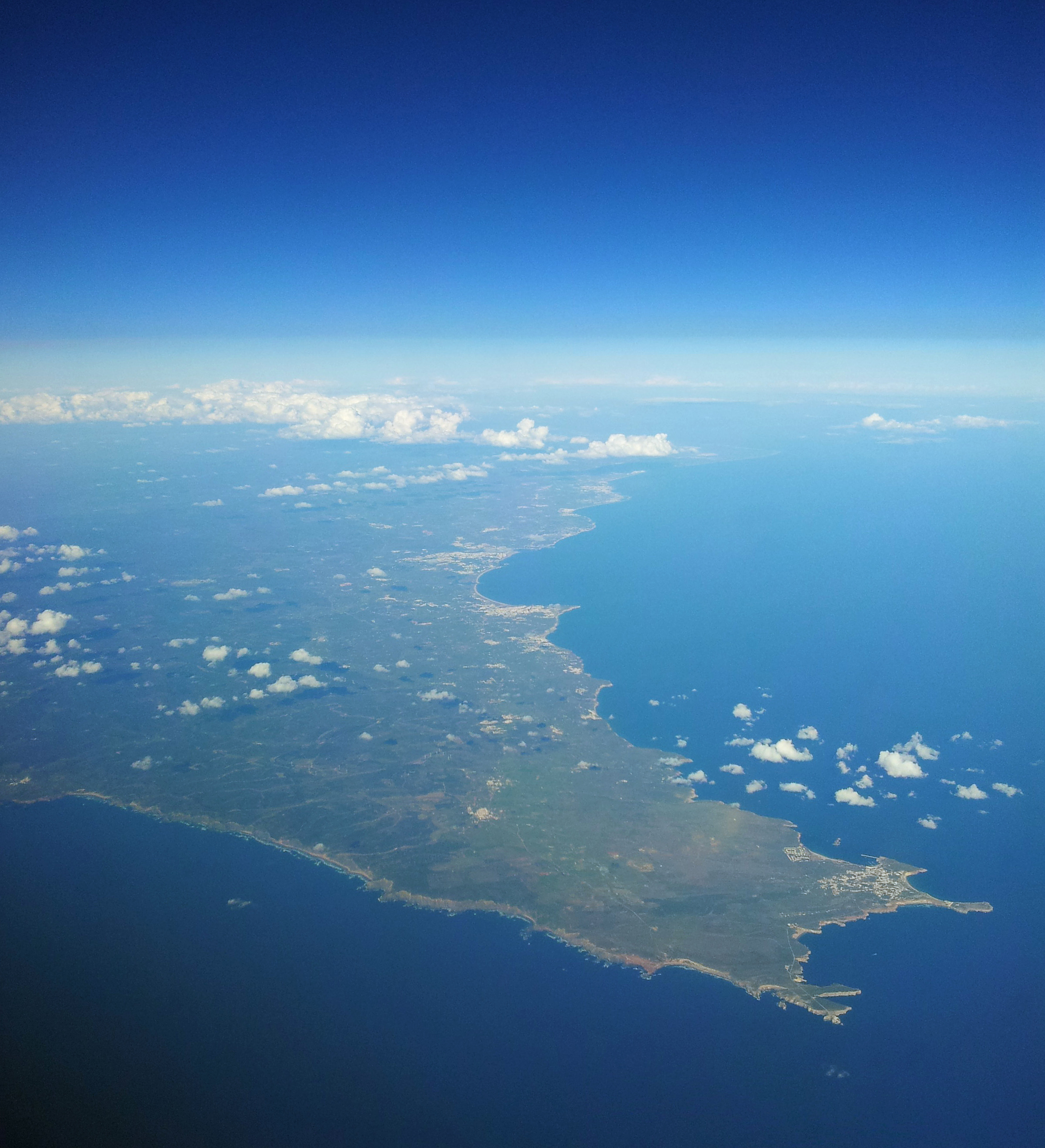
Widok Algarve z lotu ptaka.

Algarve (wym. [aɫˈɡaɾv(ɨ)]; z arab. الغرب al-Garb/al-garb „zachód, ziemia położona na zachód”) – region i kraina historyczna w kontynentalnej Portugalii, obejmująca całą południową część tego kraju, tj. podłużny pas wzdłuż wybrzeża Oceanu Atlantyckiego – długości około 40 kilometrów i szerokości około 140 kilometrów – od Przylądka Świętego Wincentego na zachodzie do rzeki Gwadiany na wschodzie (granica z Hiszpanią).
Od roku 2003 jest to również nazwa statystycznego regionu administracyjnego NUTS 2 (Região do Algarve) i statystycznego podregionu administracyjnego NUTS 3 (Grande Área Metropolitana do Algarve) w południowej Portugalii. W ujęciu administracyjnym, granice regionu Algarve pokrywają się z granicami dystryktu Faro.
Centrum administracyjnym regionu jest miasto Faro, z międzynarodowym portem lotniczym oraz państwowym uniwersytetem.

## Geografia
Algarve zajmuje powierzchnię niespełna 5 000 km², co stanowi 5,59% terytorium kontynentalnej Portugalii. Całe południe i zachód krainy stanowi wybrzeże Oceanu Atlantyckiego (nazywane Costa do Algarve), natomiast wschodni kraniec regionu – na całej długości – wyznacza rzeka Gwadiana, będąca równocześnie granicą z Hiszpanią. Z kolei na północy Algarve ciągną się dwa łańcuchy górskie: Serra de Monchique (najwyższy szczyt Fóia – 902 m n.p.m. to jednocześnie najwyższy punkt całego regionu) oraz Serra do Caldeirão (najwyższy szczyt: Pelados – 589 m n.p.m.), częściowo zlokalizowany w sąsiedniej krainie – Baixo Alentejo. Zdecydowana większość terenu jest pagórkowata i poprzecinana żyznymi dolinami rzek lub potoków (np. Rio Arade, Ribeira de Odelouca, Ribeira de São Lourenço, Ribeira de Algibre i Ribeira de Quarteira).
Geograficznie Algarve dzieli się na dwie mniej więcej równe części: Barlavento (zachodnią) i Sotavento (wschodnią). Granica między nimi przebiega w połowie wybrzeża, czyli pomiędzy Albufeirą i Loulé, a do każdej przynależy 8 gmin. Nazwy te związane są z kierunkami wiatrów wiejących na wybrzeżu. Barlavento to strefa nawietrzna, zaś Sotavento – zawietrzna. Zachodnia część 155-kilometrowego wybrzeża Algarve jest bardzo urozmaicona, bowiem niewielkie piaszczyste plaże poprzerywane są kilkudziesięciometrowymi klifami i różnokolorowymi formacjami skalnymi. Najsłynniejszą z tamtejszych plaż jest Praia da Rocha w Portimão. Klifowa linia brzegowa, szczególnie w okolicach Lagos, usiana jest jaskiniami i grotami wyrzeźbionymi przez wodę w wapieniu. Dominują tutaj otoczone przez skały niewielkie zatoczki. Wschodnie wybrzeże to całkowicie odmienne krajobrazy – płaskie, z wydmami, salinami i podłużnymi wysepkami, za to z wielokilometrowymi piaszczystymi plażami (na wschód od Faro transfer na plaże odbywa się łodzią, bowiem brak jest możliwości dojścia lub dojazdu drogą lądową). Taki typ wybrzeża uformował się na skutek trzęsienia ziemi z 1755. Oprócz śródziemnomorskiego klimatu i atrakcji przyrodniczych turystów przyciąga również bogata historia oraz kultura regionu.
Największe miasta:
- Faro
- Portimão
- Olhão da Restauração
- Albufeira
- Lagos
- Vila Real de Santo António

## Podział administracyjny
Podział administracyjny regionu pokrywa się z podziałem administracyjnym dystryktu Faro. W skład zarówno jednej, jak i drugiej jednostki wchodzi 16 następujących gmin (port. municípios, concelhos):
| - Albufeira - Alcoutim - Aljezur - Castro Marim - Faro - Lagoa - Lagos - Loulé | - Monchique - Olhão - Portimão - São Brás de Alportel - Silves - Tavira - Vila do Bispo - Vila Real de Santo António |  |

Powyższe gminy są obecnie podzielone na łącznie 67 sołectw (port. freguesias). W 2013 ich liczba uległa zmniejszeniu (z 84).

## Gospodarka
- Rolnictwo: uprawa owoców cytrusowych, migdałowych i fig; rybołówstwo i przetwórstwo rybne
- Turystyka

Bezrobocie w regionie Algarve w drugim kwartale 2017 roku wynosiło 7,6%.